# Navaescurial
Navaescurial – gmina w Hiszpanii, w prowincji Ávila, w Kastylii i León, o powierzchni 35,31 km². W 2011 roku gmina liczyła 60 mieszkańców.